# (10559) Yukihisa
(10559) Yukihisa est un astéroïde de la ceinture principale.

## Description
(10559) Yukihisa est un astéroïde de la ceinture principale. Il fut découvert le 16 septembre 1993 à Kitami par Kin Endate et Kazuro Watanabe. Il présente une orbite caractérisée par un demi-grand axe de 2,26 UA, une excentricité de 0,21 et une inclinaison de 5,7° par rapport à l'écliptique.

## Compléments